# Mehmet Emin Yurdakul
Mehmet Emin Yurdakul (* 1869 in İstanbul; † 14. Januar 1944 ebenda) war ein türkischer Dichter und einer der Protagonisten der Strömung der „Nationalen Dichtung“.

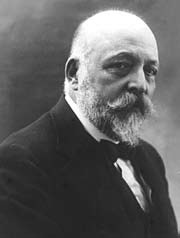
Mehmet Emin Yurdakul

## Leben
Nach seinem Mittelschulabschluss arbeitete Yurdakul von 1892 bis 1907 in der Zollverwaltung (Rüsumat Evrak Müdürlüğü). Er war 1909 Gouverneur des Hedschas, 1910 in Sivas und 1911 in Erzurum. Mehmet Emin Yurdakul war Abgeordneter im osmanischen Parlament für die Provinz Mosul. Nach der Republikgründung 1923 war er Abgeordneter der Provinz Karahisar, später der Provinzen Urfa und Istanbul.
Yurdakul veröffentlichte sein erstes Gedicht Cenge giderken („Auf dem Weg in den Krieg“) 1897. Seine Gedichte sind von Nationalismus und einfacher Sprache geprägt. In seinen Gedichten verarbeitet der Autor Volkssorgen und sozial-epische Begebenheiten. Dabei haben die Texte oft eine belehrende Sprache. Friedrich Schrader hat 1915 in der Vossischen Zeitung über die erste öffentliche Lesung des Gedichts „Ai Türk, Ujan!“ (Auf Türke, Erwache!) in Istanbul berichtet.
Yurdakul war Angaben der Großloge der Freien und Angenommenen Maurer der Türkei zufolge Freimaurer.
Mehmet Emin Yurdakul ist auf dem Friedhof Zincirlikuyu in İstanbul begraben.